# Commelina holubii
Commelina holubii är en himmelsblomsväxtart som beskrevs av Charles Baron Clarke. Commelina holubii ingår i släktet himmelsblommor, och familjen himmelsblomsväxter.
Artens utbredningsområde är Zimbabwe. Inga underarter finns listade.